# Франкфорт (Мічиган)
Франкфорт (англ. Frankfort) — місто (англ. city) в США, в окрузі Бензі штату Мічиган. Населення — 1252 особи (2020).

## Географія
Франкфорт розташований за координатами 44°38′13″ пн. ш. 86°13′55″ зх. д. / 44.63694° пн. ш. 86.23194° зх. д. (44.636844, -86.231999).  За даними Бюро перепису населення США в 2010 році місто мало площу 4,10 км², з яких 3,59 км² — суходіл та 0,51 км² — водойми.

### Клімат
| Клімат : Франкфорт                | Клімат : Франкфорт | Клімат : Франкфорт | Клімат : Франкфорт | Клімат : Франкфорт | Клімат : Франкфорт | Клімат : Франкфорт | Клімат : Франкфорт | Клімат : Франкфорт | Клімат : Франкфорт | Клімат : Франкфорт | Клімат : Франкфорт | Клімат : Франкфорт | Клімат : Франкфорт |
| Показник                          | Січ.               | Лют.               | Бер.               | Квіт.              | Трав.              | Черв.              | Лип.               | Серп.              | Вер.               | Жовт.              | Лист.              | Груд.              | Рік                |
| Середній максимум, °C             | −2,2               | −0,8               | 3,9                | 11,2               | 17,3               | 22,5               | 25,0               | 24,1               | 20,1               | 13,3               | 6,5                | 0,2                | 11,8               |
| Середня температура, °C           | −4,8               | −4                 | 0,0                | 6,4                | 12,1               | 17,2               | 20,1               | 19,7               | 15,8               | 9,5                | 3,4                | −2,4               | 7,8                |
| Середній мінімум, °C              | −7,6               | −7,2               | −3,8               | 1,7                | 6,8                | 11,9               | 15,2               | 15,3               | 11,5               | 5,7                | 0,3                | −5                 | 3,7                |
| Норма опадів, мм                  | 57                 | 47                 | 48                 | 68                 | 77                 | 81                 | 74                 | 90                 | 108                | 91                 | 78                 | 67                 | 888                |
| --------------------------------- | ------------------ | ------------------ | ------------------ | ------------------ | ------------------ | ------------------ | ------------------ | ------------------ | ------------------ | ------------------ | ------------------ | ------------------ | ------------------ |
| Джерело: NOAA (normals 1981−2010) |                    |                    |                    |                    |                    |                    |                    |                    |                    |                    |                    |                    |                    |

## Демографія
Згідно з переписом 2010 року, у місті мешкало 1286 осіб у 601 домогосподарстві у складі 328 родин. Густота населення становила 314 особи/км².  Було 942 помешкання (230/км²).
Расовий склад населення:
| - 94,3 % — білих - 2,0 % — корінних американців - 1,1 % — чорних або афроамериканців - 1,1 % — азіатів |

До двох чи більше рас належало 1,2 %. Частка іспаномовних становила 2,0 % від усіх жителів.
За віковим діапазоном населення розподілялося таким чином: 15,4 % — особи молодші 18 років, 48,5 % — особи у віці 18—64 років, 36,1 % — особи у віці 65 років та старші. Медіана віку мешканця становила 54,6 року. На 100 осіб жіночої статі у місті припадало 81,1 чоловіків;  на 100 жінок у віці від 18 років та старших — 74,4 чоловіків також старших 18 років.
Середній дохід на одне домашнє господарство  становив 49 570 доларів США (медіана — 38 056), а середній дохід на одну сім'ю — 65 076 доларів (медіана — 53 750). Медіана доходів становила 23 333 долари для чоловіків та 25 313 долари для жінок. За межею бідності перебувало 16,1 % осіб, у тому числі 27,3 % дітей у віці до 18 років та 8,5 % осіб у віці 65 років та старших.
Цивільне працевлаштоване населення становило 494 особи. Основні галузі зайнятості: освіта, охорона здоров'я та соціальна допомога — 21,1 %, виробництво — 17,2 %, роздрібна торгівля — 14,8 %, мистецтво, розваги та відпочинок — 14,0 %.